# 카를 구스타프 야코프 야코비
카를 구스타프 야코프 야코비(독일어: Carl Gustav Jacob Jacobi, 라틴어: Carolus Gustavus Iacobus Iacobi 카롤루스 구스타부스 야코부스 야코비[*], 1804년 12월 10일 ~ 1851년 2월 18일)는 독일의 수학자이다.

## 생애
1804년, 유대인 가정에서 태어났다. 베를린 훔볼트 대학교에서 공부하였고, 1825년 박사 학위를 수여받았다. 학위 논문 《단분수의 해석적 연구》(라틴어: Disquisitiones analyticæ de fractionibus simplicibus)는 부분분수 이론을 다뤘다. 1827년 쾨니히스베르크 대학교에서 수학 원외 교수가 되었다. 1829년에는 정교수가 되었고, 1842년까지 활동하였다. 1843년에 과로로 쓰러졌고, 요양을 위해 몇 달을 이탈리아에서 보내게 되었다. 귀국 후에는 베를린에 머물면서 국왕으로부터 연금을 받고 평생을 보냈다.

## 업적
삼각함수에 기초를 둔 타원함수를 만들었다. 닐스 헨리크 아벨의 초월함수를 연구하고 타원함수론을 확립했으며, 행렬식을 연구해 해석학에 중요한 함수행렬식을 만들었다. 또한 편미분 방정식을 연구해 해밀턴-야코비 방정식을 도입하여 역학을 연구하는 데 매우 중요한 역할을 했다. 또 회전하는 유체는 납작한 회전타원체에서 벗어나 야코비 타원체라는 길쭉한 타원체가 됨음을 보였다.

## 같이 보기
- 오귀스탱 루이 코시
- 프리드리히 베셀
- 닐스 헨리크 아벨